# البدور الشمالية (سيدي اليماني)
البدور الشمالية هي إحدى مشيخات المملكة المغربية، تتبع جغرافيا لعمالة طنجة أصيلة وإداريًا لسيدي اليماني. يقدر عدد سكانها بـ 2719 نسمة حسب الإحصاء الرسمي للسكان والسكنى لسنة 2004.